# Santa Cruz el Mirador
Santa Cruz el Mirador är en ort i Mexiko.   Den ligger i kommunen Chietla och delstaten Puebla, i den sydöstra delen av landet, 120 km söder om huvudstaden Mexico City. Santa Cruz el Mirador ligger 1 077 meter över havet och antalet invånare är 496.
Terrängen runt Santa Cruz el Mirador är varierad. Runt Santa Cruz el Mirador är det ganska glesbefolkat, med 28 invånare per kvadratkilometer. Närmaste större samhälle är Atencingo, 4,7 km öster om Santa Cruz el Mirador. I omgivningarna runt Santa Cruz el Mirador växer huvudsakligen savannskog.